# محمد أمين بن حميدة
محمد أمين بين حميدة (مواليد 15 ديسمبر 1995 في مدينة تونس، تونس) هو لاعب كرة قدم تونسي يلعب مع الترجي الرياضي التونسي و‌منتخب تونس لكرة القدم في مركز ظهير الأيسر.